# 게닌 교환일기
《게닌 교환일기~ 옐로 하츠 이야기~》(일본어: 芸人交換日記〜イエローハーツの物語〜)는 일본의 방송 작가 스즈키 오사무의 소설이다. 2011년에 무대화, 2013년에 《우리의 교환일기》라는 제목으로 영화화되었다.

## 개요
2009년 10월부터 문화 잡지 〈QuickJapan〉(오오타출판사)에서 약 1년간에 걸쳐 연재되며, 2011년 3월 11일 단행본화되었다.
인기없는 무명의 개그 콤비의 삶과 갈등을 주인공 두 사람의 교환 일기 형식으로 그린 작품이다. 교환 일기 형식은 평소 스즈키 오사무가 부부 교환 일기를 쓰고 있다는 것으로, 또한 낭독극 〈LOVE LETTERS〉의 연예인 버전을 만들고 싶다는 영감에서 시작되었다.

## 줄거리
결성 11년째, 아직도 울지 않고 날지 않고의 개그 콤비 〈옐로우 하트〉 M-1 그랑프리 출전 자격도 잃고 소속사에서 주어지는 일은 스트립 클럽이나 파칭코 홀에서 여흥과 오프닝뿐. 지금까지 콤비의 미래에 대해 진지하게 논의를 피해 온 두 사람은 어느새 30세. 코미디에 거는 마음은 진심. 하지만 이제 미래가 없다. 어떻게 든 변화하지만 ....  그러던 어느 날, 츳코미의 갑본의 착상으로 〈교환 일기〉를 시작하게 되고, 마음이 내키지 않았던 보케의 다나카도 점차 교환 일기를 통해 서로의 본심을 서로 부딪 치게 된다. 그리고 연예인 인생을 건 한 개그 콘테스트에 출전을 계기로 콤비는 큰 전환기가 찾아온다.

## 무대

### 2011년
2011년 8월 5일부터 7일까지 도쿄 글로브좌에서 무대 버전이 상연되었다.
출연은 와카바야시 마사야스, 타나카 케이, 이세 이키우메. 각본·연출은 스즈키 오사무.

### 2013년
〈게닌 교환일기~ 선도 극장~〉의 제목으로 2013년 2월 8일부터 2월 10일까지, 도쿄·소게츠 홀에서 상연. 3일간 총 5회 공연으로, 각 공연의 캐스팅이 다르다.

## 단행본
- 게닌 교환일기~옐로 하츠 이야기~ (코단샤)
  1. 2012년 9월 6일 발매, ISBN 978-4-06-382220-5
  2. 2013년 3월 6일 발매, ISBN 978-4-06-382292-2
  3. 2013년 8월 6일 발매, ISBN 978-4-06-382345-5
  4. 2013년 12월 6일 발매, ISBN 978-4-0638-2402-5

## 영화
《우리의 교환일기》(일본어: ボクたちの交換日記)라는 제목으로 영화화되었다. 2013년 3월 23일 공개. 감독은 우치무라 테루요시. 우치무라가 감독을 맡는 것은 2006년 영화 《피넛》 이후 두 번째 작품. 원작의 만담가 콩트사에 콤비 이름 〈옐로우 하트〉는 〈보소 스이마즈〉로 변경되어 ‘치바현 출신의 고등학교에서 함께 수영부 소속이던 것이 콤비 이름의 유래’라는 설정이 더 해지고 있다. 다수의 젊은 연예인이 엑스트라로 출연 한 것도 화제가 되었다. 또한 원작의 만담가를 제어사가 변경 한 것은, 감독을 담당한 우치무라가 만담에 약하고 극 중에서 재료를 하는 장면의 제작을 하기 쉽게 하기 위해서였다.

### 출연
- 다나카 요헤이 : 이토 아츠시
- 고모토 타카시 : 코이데 케이스케
- 신타니 쿠미 : 나가사와 마사미
- 우다가와 마이코 : 키무라 후미노
- 고모토 사쿠라 : 카와구치 하루나
- 무로 츠요시
- 벳키 (우정 출연)
- 컨닝 타케야마 (우정 출연)
- 오오쿠라 코지
- 사토 지로
- 사사키 쿠라노스케

### 스태프
- 감독·각본 : 우치무라 테루요시
- 원작 : 스즈키 오사무 〈게닌 교환일기~ 옐로 하츠 이야기~〉
- 음악 : 타케베 사토시
- 주제가 : FUNKY MONKEY BABYS 〈サヨナラじゃない〉
- 촬영 : 키타야마 요시히로
- 미술 : 츠도메 케이스케
- 녹음 : 야마나리 마사키
- 조명 : 모리 히로카즈
- 편집 : 코보리 유키코
- 조감독 : 모토무라 츠기히로
- 각본 협력 : 오오쿠보 토모미
- 특별 협력 : 컬처 컨비니언스 클럽
- 기획 협력 : 스마일 컴퍼니 Quick Japan
- CG : 일본 영상 포토
- 기술 협력 : 바스크어, 제닉
- 조명 협력 : 로켓
- 미술 협력 : 후지아루
- 제작 스튜디오 : IMAGICA
- 치프 프로듀서 : 시게마츠 케이이치
- 프로듀서 : 아오키 유코, 마츠모토 히토시, 호소야 마도카, 이와타 유우지, 타무라 마사히로
- 배급 : 쇼게이트
- 제작사 : 공동 텔레비전
- 제작 협력 : 영화 〈우리의 교환 일기〉 제작위원회 (간사이 TV 방송, 하쿠호도 DY 미디어 파트너즈, 쇼게이트 공동 텔레비전, 마세키 예능사의 프로젝트 유, Yahoo! JAPAN 그룹 오오타 출판, 도카이 TV, TV 니시 닛폰)

## 스핀오프 드라마
영화 작품의 스핀오프 드라마 《홀로 교환일기》가 제작되어 2013년 2월 22일 TSUTAYA 한정으로 DVD 대여가 시작되었다.

### 등장 인물
- 쿠로다 테츠야 : 바카리즘
- 우다가와 마이코 : 키무라 후미노

### 제작진
- 원작 : 스즈키 오사무  《홀로 교환일기》(전자서적판 〈게닌 교환일기~ 옐로 하츠 이야기~〉 수록)
- 감독 : 모토무라 츠구히로
- 각본 : 매기
- 제작 : 간사이 TV, 컬처 컨비니언스 클럽